# Model de negoci

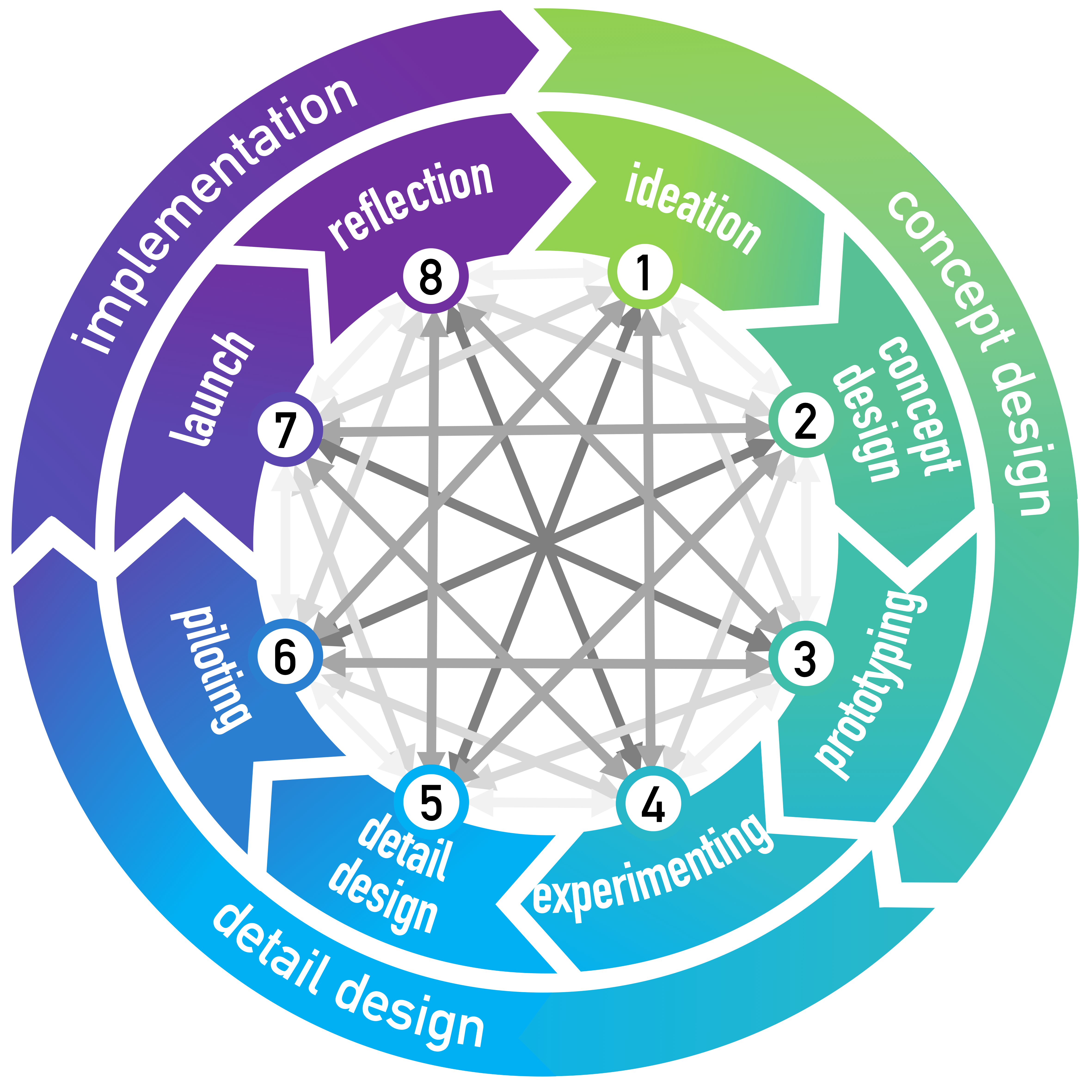
La innovació del model de negoci és un procés iteratiu i potencialment circular

Un model de negoci és una eina conceptual que conté una sèrie d'elements i les seves interrelacions i permet expressar la lògica de negoci d'una determinada firma. És una descripció del valor que una empresa ofereix a un o a diversos segments de clients i l'arquitectura de la firma i la seva xarxa d'associats i aliats per a crear, comercialitzar i lliurar aquest valor al mercat. Addicionalment, mostra les relacions de capital per generar rendibilitat i els fluxos d'ingressos sostenibles.
Sovint, erròniament, es confon el model de negoci amb l'estratègia. Si s'analitzen les metes de cada concepte quedarà molt clara la distinció. Un bon model de negoci respon a les clàssiques preguntes:
- Qui és el client?
- Que dona valor al client avui?
- Com generarem beneficis sostenibles?

Per la seva banda, l'estratègia cerca, a partir d'un determinat model de negoci, com assolir ser competitiu.
Un símil automobilístic ajudarà a visualitzar aquesta diferència. No és el mateix conduir per carretera, per la ciutat o per una pista de carreres. El conductor d'un vehicle ajustarà el seu estil de conducció a cada modalitat de trajecte; és a dir, per a cada problemàtica, modularà la seva forma de pilotar; realitzarà un ajustament fi; en definitiva, adoptarà una estratègia.
D'altra banda, segons les modalitats de circulació que practiqui més freqüentment, triarà un o altre tipus i marca de vehicle, o sigui, realitzarà un ajustament gruixut, una elecció de model.
“Queda clar que estratègia i model de negoci no són la mateixa cosa, sinó dues coses que es complementen”

## Esquema General
| 1. La proposició de valor (l'oferta) que s'ofereix al mercat.                                                                |
| 2. Els segments de clients als que es dirigeix la proposició de valor.                                                       |
| 3. Els canals de distribució i comunicació utilitzats per a arribar als clients i oferir-los la proposició de valor.         |
| 4. Les relacions establertes amb els clients.                                                                                |
| 5. Les capacitats essencials necessàries per fer possible el model de negoci.                                                |
| 6. L'Arquitectura de la firma i la configuració d'activitats per implementar el model de negoci. Recursos i activitats clau. |
| 7. La Xarxa d'aliances, amb els associats i aliats i les seves motivacions per unir-se i materialitzar el model de negoci.   |
| 8. El flux d'ingressos generat pel model de negoci constitueix el model d'ingressos.                                         |
| 9. L'estructura de costos resultat del model de negoci                                                                       |